# Centrale nucleare Pivdennoukraïns'ka
La  centrale nucleare di Pivdennoukraïns'ka (in ucraino Південноукраїнська АЕС?), conosciuta anche come centrale nucleare Ucraina del Sud o centrale nucleare di Južnoukraïns'k, è una centrale nucleare ucraina. 
La centrale è situata nell'Ucraina centrale, nei pressi della città di Južnoukraïns'k nell'oblast' di Mykolaïv. 
Conta 3 reattori di tipo VVER1000 per 2.850 MW complessivi.